# Cardiff University
Cardiff University (walesiska: Prifysgol Caerdydd) är ett universitet i Storbritannien.   Det ligger i kommunen Cardiff och riksdelen Wales, i den södra delen av landet, 210 km väster om huvudstaden London.